# Hugo Kukke
Hugo Villi Kukke (* 17. Februarjul. / 1. März 1898greg. in der Landgemeinde Pala; † 3. August 1942 im Gefangenenlager Soswa, Oblast Swerdlowsk, Russland) war ein estnischer Journalist und Politiker.

## Frühe Jahre
Hugo Kukke wurde als Sohn des Försters Villem Kukke und dessen Ehefrau Loviisa Mägi geboren. Er besuchte von 1906 bis 1908 die Gemeindeschule in Pala und von 1908 bis 1911 die Ministerialschule in Torma. Von 1911 bis 1917 war er Schüler am renommierten Alexander-Gymnasium im livländischen Tartu. Kukke studierte Rechtswissenschaft 1917/18 an der Kaiserlichen Universität Dorpat und von 1920 bis 1927 an der Universität Tartu. 1925 war er Vorsitzender des einflussreichen Vereins Studierender Esten (Eesti Üliõpilaste Selts).
Von 1918 bis 1920 nahm Kukke als Freiwilliger am Estnischen Freiheitskrieg gegen Sowjetrussland teil.

## Journalist
Noch während seines Studiums begann Kukke mit seiner journalistischen Arbeit. Von 1923 bis 1928 war er Redaktionsmitglied bei der Tartuer Zeitung Postimees. 1928/29 war er bei der Zeitung Pärnu Postimees beschäftigt. 1930 war er Redakteur der Zeitung Pärnu Päevaleht. Ab 1930 war er auch als Anwalt tätig.

## Politiker
Gleichzeitig zog es ihn in die Politik. Ab 1931 saß er als Abgeordneter der Nationalen Zentrumspartei (Rahvuslik Keskerakond) im Parlament. Von November 1932 bis Mai 1933 war Kukke Bildungs- und Sozialminister im Kabinett von Regierungschef Konstantin Päts.

## Propagandist
Im März 1934 riss der estnische Staats- und Regierungschef Konstantin Päts in einem unblutigen Staatsstreich die Macht an sich. Kukke wurde einer der wichtigsten propagandistischen Stützpfeiler des autoritär regierenden Regimes. Von 1935 bis 1940 war er Chefredakteur der regierungsnahen Tageszeitung Uus Eesti („Neues Estland“). Darüber hinaus hatte er führende Posten beim estnischen Informations- und Propagandaamt sowie in der patriotisch-nationalen Einheitsorganisation Isamaaliit inne. 1937 wurde Kukke zum Mitglied der zweiten Kammer der verfassungsgebenden Versammlung (Rahvuskogu) ernannt. Er nahm ab 1938 ein Abgeordnetenmandat in der ersten Parlamentskammer (Riigivolikogu) wahr.

## Tod
Mit der sowjetischen Besetzung Estlands wurde Kukke am 14. Juni 1941 in Tallinn verhaftet. Seine Frau wurde ins Innere der Sowjetunion deportiert. Hugo Kukke wurde durch ein NKWD-Tribunal zum Tode verurteilt und am 3. August 1942 in Russland hingerichtet.

## Privatleben
Hugo Kukke heiratete 1935 die Industriellentochter Virve Huik (1904–1956).